# Dolany (powiat Mielnik)
Dolany – wieś i gmina w Czechach, w powiecie Mielnik, w kraju środkowoczeskim. Według danych z dnia 1 stycznia 2013 liczyła 816 mieszkańców.